# Psorotheciopsis
Psorotheciopsis is een geslacht van korstmossen dat behoort tot de orde Lecanorales van de ascomyceten.

## Soorten
Volgens Index Fungorum telt het geslacht drie soorten (peildatum december 2023):
| Soortnaam                      | Auteur(s)       | Publicatiejaar |
| ------------------------------ | --------------- | -------------- |
| Psorotheciopsis albomaculans   | (Rehm) R. Sant. | 1952           |
| Psorotheciopsis decipiens      | Rehm            | 1900           |
| Psorotheciopsis patellarioides | (Rehm) R. Sant. | 1952           |